# Interia
Interia, precedentemente Interia.pl, è un grande portale web polacco e piattaforma di notizie online lanciato nel 2000 a Cracovia, in Polonia. È la quarta fonte di notizie online più grande del paese.
L'elenco dei suoi 130 servizi comprende notizie nazionali e internazionali in lingua polacca, seguite da notizie di economia, sport, motorizzazione e nuove tecnologie, nonché giochi online, blog, chat room, forum Internet e una galleria commerciale, oltre a  canali radiofonici in streaming e televisione via Internet. Tra le altre cose offre anche account di posta elettronica, web hosting gratuito e registrazione di nomi di dominio. Interia ospita una delle enciclopedie online polacche, l'Encyklopedia Internautica e un catalogo tematico dei siti web. Offre anche informazioni meteo, astrologia, biglietti di auguri virtuali molto popolari a livello locale e centinaia di chat online (czaterie) con l'opzione "KidProtect".

## Storia

### Creazione e proprietà
Il portale è stato creato dalla società IT ComArch Management (quotata alla Borsa di Varsavia) e dalla rete radiofonica RMF FM . La società Interia SA era di proprietà quasi interamente della società madre di RMF FM, il conglomerato multimediale tedesco Bauer Media Group, rappresentato da Witold Woźniak. Bauer acquistò il 96,6% delle sue azioni nel settembre 2008 e ne controllò il 99% dei voti. Nel 2020, la società è stata acquistata da Cyfrowy Polsat SA, di proprietà di Zygmunt Solorz, la seconda persona più ricca della Polonia.

## Pubblico
Secondo il Digital News Report, nel 2024 Interia era la quarta fonte di notizie più grande in Polonia, raggiungendo il 25% degli utenti Internet ogni settimana. La rivista Forbes ha riportato nel 2020 che era allora visitata da 16 milioni di utenti attivi mensili, con oltre 1,3 miliardi di visite ogni mese.